# Vederdistelroest
De vederdistelroest (Puccinia cnici) is een autoecische schimmel behorend tot de familie Pucciniaceae. Biotrofe parasiet die spermogonia, aecia, uredinia en telia vormt op beide zijden blad van de Vederdistel (Cirsium). De soort doorloopt een macrocyclische ontwikkelingscyclus met spermogonia, aecia, telia en uredinia. Als  parasiet ondergaat het geen waardplantwisseling. 

## Morfologie
Zoals bij alle Puccinia-soorten groeit het mycelium van Puccinia cnici intercellulair en vormt het zuigdraden die in het opslagweefsel van de waardplant groeien. Hun spermogonia groeien voornamelijk aan de bovenzijde van de waardbladeren. De aecia van de soort, die aan beide zijden of meestal aan de onderzijde van de bladeren groeien, zijn omgeven door gekrulde hyfen. De kaneel tot goudbruine aeciosporen zijn 25-33 × 21-30 µm groot, bolvormig tot breed ellipsoïde en wrattenachtig. De uredinia van de schimmel, die aan beide kanten groeien, zijn chocoladebruin. Uw donkere kaneelbruine uredosporen zijn 28-38 × 24-28 µm groot, breed ellipsvormig tot ovaal en stekelig. De telia van de soort, die aan beide zijden of overwegend aan de onderkant van de bladeren groeien, zijn chocoladebruin, poederachtig en onbedekt. De kastanjebruine teliosporen zijn tweecellig, meestal ellipsoïde, gerimpeld en meestal 35–47 × 21–26 µm groot. Hun steel is kleurloos.
Er zijn vijf roestsoorten bekend van Cirsium. Te herkennen aan de niet-misvormde planten, aanwezigheid van telia met niet snel kiemende teliosporen (waardoor de telia geen poederig uiterlijk krijgen) en relatief korte stelen (max. 10 µm) van de teliosporen. Op basis van alleen de urediniosporen lastig te onderscheiden van de Distelroest.

## Ecologie
De waardplanten van Puccinia cnici zijn speerdistel en ook andere soorten van het geslacht Cirsium. In Oostenrijk zijn twee variëteiten bekend: Puccinia cnici var. cnici komt voor op de speerdistel, terwijl Puccinia cnici var. crassiuscula voorkomt op de wollige distel. De schimmel voedt zich met de voedingsstoffen die aanwezig zijn in het opslagweefsel van de plant, zijn sporenopslag breekt later door het bladoppervlak en laat sporen vrij. 

## Verspreiding
Het bekende verspreidingsgebied van Puccinia cnici strekt zich uit van het noorden van de VS via Canada en Rusland tot in Europa.
In Nederland komt de vederdistelroest zeldzaam voor.